# Ecuador i olympiska sommarspelen 1996
Ecuador deltog i de olympiska sommarspelen 1996 med en trupp bestående av 19 deltagare, varav en tog guld.

## Boxning
Weltervikt
- Luis Hernández
  - Första omgången — Förlorade mot Kabil Lahsen (Marocko), 9-18

Tungvikt
- Thompson García
  - Första omgången — Förlorade mot Georgi Kandelaki (Georgien), gav upp

## Cykling
- Paulo Caicedo
- Pedro Rodríguez
- Héctor Chiles

## Friidrott
Herrarnas 10 000 meter
- Silvio Guerra

Herrarnas maraton
- Rolando Vera — 2:17,40 (→ 22:a plats)

Herrarnas 20 kilometer gång
- Jefferson Pérez — 1:20,07 (→  Guld)

Damernas maraton
- Martha Tenorio — fullföljde inte (→ ingen notering)

## Segling
- Gastón Vedani

## Tennis
Herrsingel
- Luis Morejón
  - Första omgången — Vann över Marcelo Filippini (Uruguay) 6-7 7-5 6-1
  - Andra omgången — Förlorade mot Renzo Furlan (Italien) 5-7 2-6
- Nicolás Lapentti
  - Första omgången — Förlorade mot Andrei Olhovskij (Ryssland) 1-6 6-3 6-8
- Pablo Campana